# Diaporthe importata
Diaporthe importata är en svampart som beskrevs av Nitschke 1870. Diaporthe importata ingår i släktet Diaporthe och familjen Diaporthaceae.   Inga underarter finns listade i Catalogue of Life.